# HD 164280
HD 164280，又名BD+36 2986，SAO 66531、HR 6711，是一颗恒星，视星等为6，位于銀經62.37，銀緯25.69，其B1900.0坐标为赤經17h 55m 12.9s，赤緯+36° 25.69′ 48″。